# Genki Ishisaka
Genki Ishisaka (石坂 元気 Ishisaka Genki?, nacido el 13 de julio de 1993 en Toyama) es un futbolista japonés que se desempeña como defensa.

## Trayectoria

### Clubes
| Club              | País  | Año         |
| ----------------- | ----- | ----------- |
| Kataller Toyama   | Japón | 2016 - 2017 |
| Briobecca Urayasu | Japón | 2017        |

## Estadística de carrera

### J. League
| Club            | Año   | J. League | J. League | Copa J. League | Copa J. League | Total | Total |
| Club            | Año   | Part.     | Goles     | Part.          | Goles          | Part. | Goles |
| --------------- | ----- | --------- | --------- | -------------- | -------------- | ----- | ----- |
| Kataller Toyama | 2016  | 0         | 0         | -              | -              | 0     | 0     |
| Kataller Toyama | 2017  | 3         | 0         | -              | -              | 3     | 0     |
| Total           | Total | 3         | 0         | 0              | 0              | 3     | 0     |